# 이노스파크
이노스파크(INNOSPARK Inc.)는 2012년 4월 19일에 설립된 게임 개발사로 현재 JCE에서 서비스 하고 있는 룰 더 스카이를 개발, 서비스한 핵심 인력들이 창업했다. Innospark는 Innovative Spark란 뜻을 가지고 있다.

## 연혁

### 2018년
- 펍지랩스로 사명변경

### 2016년
- 10월 20일 '트렌디타운' 퍼블리싱체결

### 2015년
- 5월 72억원 유치

### 2014년
- 8월 8일 - '히어로스카이' 출시

### 2013년
- 12월 23일 - '드래곤프렌즈' 애플 '2013년을 빛낸 최고작' 선정[2]
- 11월 13일 - '드래곤프렌즈' 뉴미디어대상 소프트웨어 부문 수상[3]
- 8월 22일 - '드래곤프렌즈' 출시[4]
- 3월 - 프리미어 파트너즈(유) 투자 유치[5]

### 2012년
- 7월 - 벤쳐기업 인증
- 6월 - NHN 파트너십 체결[6]
- 4월 19일 - 회사설립

## 게임
| 이름         | 장르        | 플랫폼                                                     | 출시일      | 서비스지역 |
| ------------ | ----------- | ---------------------------------------------------------- | ----------- | ---------- |
| 드래곤프렌즈 | SNG         | iOS /Android /샵 아마존/ 페이스북 캔버스/ 윈도우 10 스토어 | 2013.08. 21 | 대한민국   |
| 히어로스카이 | 모바일 게임 | iOS /Android /페이스북 캔버스 /윈도우 10 스토어            | 2014.08.08  | 대한민국   |